# Serranía de Incahuasi
Serranía de Incahuasi, cuyo nombre oficial es Área Natural de Manejo Integrado y Gestión Comunitaria del Agua y Biodiversidad Serranía de Incahuasi, es un área protegida en Chuquisaca, Bolivia. Se encuentra en el municipio Villa Vaca Guzmán.Agrupa a comunidades campesinas e indígenas, como Ity, Sapiranguimiri y Overa Ñancahuazú. También agrupa a ocho organizaciones sociales comunitarias. Cuenta con una superficie de 29.047,0379 Has.Este espacio fue declarado área natural de manejo integrado y comunitario

## Fauna relevante
- Anfibios: Boana riojana, Rhinella arenarum, Leptodactylus chaquensis y Physalaemus Albonotatus.
- Reptiles: Lagartijas (Stenocercus roseiventris y Tropidurus melanopleurus) y serpientes, como Bothrops jonathani.
- Aves: Cóndor andino (Vultur gryphus), loro aisero (Amazona tucumana), picaflor vientre violáceo (Eriocnemis glaucopoides) y el tororoi garganta blanca (Grallaria albigula).
- Mamíferos: Varias especies de felinos (Puma concolor, Leopardus wiedii, Leopardus tigrinus, Leopardus pardalis, Leopardus geoffroyi) y el oso de anteojos o jucumari (Tremarctos ornatus).

## Flora relevante
- Lapacho (Tabebuia lapacho)
- Pino del cerro (Podocarpus parlatorei)
- Aliso (Alnus acuminata)
- Queñua (Polylepis cristagalli).

## Base legal
Ley Autonómica Municipal N° 103/2021, del 31 de marzo de 2021.